# Ohradzany
Ohradzany jsou obec na Slovensku v okrese Humenné v Prešovském kraji ležící v jižní části Nízkých Beskyd. Žije zde 631 obyvatel.
První písemná zmínka pochází z roku 1317. Nachází se zde římskokatolický kostel Nanebevzetí Panny Marie. V roce 1934 se tady narodil první arcibiskup Košickej arcidiecézy Alojz Tkáč.